# Jayne Atkinson
Jayne Atkinson (Bournemouth, 18 febbraio 1960) è un'attrice britannica.

## Biografia
Jayne Atkinson è nata in Bournemouth, Dorset, in Inghilterra. Quando aveva nove anni, la sua famiglia si trasferì negli Stati Uniti . È cresciuta a Hollywood, in Florida e ha frequentato la Northwestern University e la Yale Drama School. Atkinson è sposata con l'attore Michael Gill, con cui ha un figlio. Si sono incontrati nel 1989 durante una messa in scena di The Heiress al Long Wharf Theater nel New Haven, in Connecticut.

## Carriera
Jayne Atkinson dal 2006 al 2007 ha avuto il ruolo di Karen Heyes nella serie televisiva d'azione 24. Nel 2007 entra nel cast della serie poliziesca Criminal Minds in cui interpreta il capo sezione della BAU Erin Strauss, fino al 2014. Dopo l'esperienza con Criminal Minds, dal 2013 al 2018 ha interpretato il ruolo di Catherine Durant nella premiata fantapolitica serie House of Cards - Gli intrighi del potere.

## Filmografia

### Cinema
- Free Willy - Un amico da salvare (Free Willy), regia di Simon Wincer (1993)
- Ho trovato un milione di dollari (Blank Check), regia di Rupert Wainwright (1994)
- Free Willy 2 (Free Willy 2: The Adventure Home), regia di Dwight H. Little (1995)
- The Village, regia di M. Night Shyamalan (2004)
- Syriana, regia di Stephen Gaghan (2005)
- Baby Ruby, regia di Bess Wohl (2022)

### Televisione
- Un anno nella vita (A Year in the Life) – serie TV, 22 episodi (1987-1988)
- Moonlighting – serie TV, episodio 5x05 (1989)
- La bella e la bestia (Beauty and the Beast) – serie TV, episodio 2x17 (1989)
- Fra nonni e nipoti (Parenthood) – serie TV, 12 episodi (1990-1991)
- Voci nella notte (Midnight Caller) – serie TV, episodio 3x16 (1991)
- X-Files (The X-Files) – serie TV, episodio 2x18 (1995)
- The Practice - Professione avvocati (The Practice) – serie TV, episodio 1x02 (1997)
- The Education of Max Bickford – serie TV, 7 episodi (2001-2002)
- Law & Order - I due volti della giustizia (Law & Order) – serie TV, episodi 12x20-15x22-18x06 (2002-2008)
- Joan of Arcadia – serie TV, episodio 2x08 (2004)
- 24 – serie TV, 30 episodi (2006-2007)
- Criminal Minds – serie TV, 23 episodi (2007-2014)
- Law & Order - Unità vittime speciali (Law & Order: Special Victims Unit) – serie TV, episodio 9x04 (2007)
- Recount, regia di Jay Roach – film TV (2008)
- Gossip Girl – serie TV, 4 episodi (2010)
- White Collar – serie TV, episodio 3x03 (2011)
- Blue Bloods – serie TV, episodio 2x17 (2012)
- Perception – serie TV, episodi 1x09-1x10 (2012)
- House of Cards - Gli intrighi del potere (House of Cards) – serie TV, 38 episodi (2013-2018)
- The Following – serie TV, episodi 1x07-1x09 (2013)
- American Odyssey – serie TV, episodi 1x03-1x04-1x07 (2015)
- Zoo – serie TV, episodi 1x12-1x13 (2015)
- The Good Wife – serie TV, episodio 7x19 (2016)
- Chicago Med – serie TV, episodio 1x16 (2016)
- Madam Secretary – serie TV, 5 episodi (2018)
- The Walking Dead – serie TV, episodio 8x12 (2018)
- Castle Rock – serie TV, episodi 1x08-1x10 (2018)
- Morte e altri dettagli (Death and Other Details) – serie TV, 10 episodi (2024)

## Doppiatrici italiane
Nelle versioni in italiano delle opere in cui ha recitato, Jayne Atkinson è stata doppiata da:
- Liliana Sorrentino in Fra nonni e nipoti, X-Files
- Antonella Giannini in 24, The Good Wife
- Strefania Romagnoli in Criminal Minds, White Collar
- Tenerezza Fattore in House of Cards - Gli intrighi del potere, The Walking Dead
- Angiola Baggi in The Following, Morte e altri dettagli
- Francesca Fiorentini in Free Willy - Un amico da salvare
- Roberta Greganti in Free Willy 2
- Roberta Paladini in The Village
- Elettra Bisetti in Syriana
- Maria Grazia Dominici in Recount
- Aurora Cancian in Blue Bloods